# Pietro Bertani
Pietro Bertani (Nonatola, 4 de novembro de 1501 - Roma, 8 de março de 1558) foi um cardeal do século XVII

## Biografia
Nasceu em Nonatola em 4 de novembro de 1501. De uma família ilustre de Modena. Filho de Francesco Bertani e Bianca Calori.
Entrou na Ordem dos Pregadores (Dominicanos) muito jovem. Estudou com Tommaso Badia, OP, futuro cardeal..
Ordenado ao sacerdócio (nenhuma informação adicional encontrada). Leitor de Teologia em Bolonha; mais tarde em Ferrara; e finalmente em Veneza. Distinguiu-se no capítulo geral da sua ordem realizado em Bolonha pela sua eloquência e conhecimento teológico especialmente sobre as obras de Santo Agostinho e São Tomás de Aquino. Pregou nas cidades mais importantes da Itália. Teólogo do Cardeal Ercole Gonzaga..
Eleito bispo de Fano em 28 de novembro de 1537. Consagrado (nenhuma informação encontrada). Participou do Concílio de Trento de 4 de fevereiro de 1546 a 3 de março de 1547. Em 1546, foi enviado pelos padres conciliares como enviado perante o imperador e o papa para resolver o desacordo relativo à cidade escolhida, Bolonha, para continuar a celebração. do conselho. Chamado à Cúria Romana em 29 de março de 1547. Encarregado de obter de Guidobaldo, duque de Urbino, a restituição à Santa Sé do ducado de Camerino; cumpriu sua missão com sucesso. Núncio extraordinário perante o imperador, de 9 de junho de 1548 até agosto de 1550, para obter a restituição de Piacenza e acalmar os distúrbios ocasionados pela morte violenta de Pierluigi Farnese, primo do duque de Parma, ocorrida em 10 de setembro de 1546. Ele também foi fundamental na resolução bem-sucedida das diferenças entre o imperador Carlos V e o duque da Saxônia. O Papa Paulo III pretendia promovê-lo ao cardinalato, mas morreu antes que pudesse efetuar a nomeação..
Criado cardeal sacerdote no consistório de 20 de novembro de 1551; recebeu o chapéu vermelho e o título de Ss. Marcellino e Pietro, 4 de dezembro de 1551. Participou do Conclave de abril de 1555, que elegeu o Papa Marcelo II. Participou do Conclave de maio de 1555, que elegeu o Papa Paulo IV..
Morreu em Roma em 8 de março de 1558, de artrite que lhe causou grandes dores, Roma. Sepultado junto à capela del Crocefisso na igreja dominicana de S. Sabina, Roma.